# Willi Multhaup
Willi Multhaup (Essen, 19 luglio 1903 – 18 dicembre 1982) è stato un allenatore di calcio tedesco.

## Carriera
Ha vinto la Coppa delle Coppe 1965-1966 alla guida del Borussia Dortmund.

## Palmarès

### Allenatore

#### Competizioni nazionali
- Campionato tedesco: 1

Werder Brema: 1964-1965
- Coppa di Germania: 1

Colonia: 1967-1968

#### Competizioni internazionali
- Coppa delle Coppe: 1

Borussia Dortmund: 1965-1966